# Josefov (ort i Tjeckien, Karlovy Vary)
Josefov är en ort i Tjeckien.   Den ligger i regionen Karlovy Vary, i den västra delen av landet, 130 km väster om huvudstaden Prag. Josefov ligger 518 meter över havet och antalet invånare är 295.
Terrängen runt Josefov är kuperad åt nordost, men åt sydväst är den platt. Runt Josefov är det ganska tätbefolkat, med 134 invånare per kvadratkilometer. Närmaste större samhälle är Sokolov, 5,5 km sydost om Josefov. Runt Josefov är det i huvudsak tätbebyggt.